# نقيشة شيبينغ

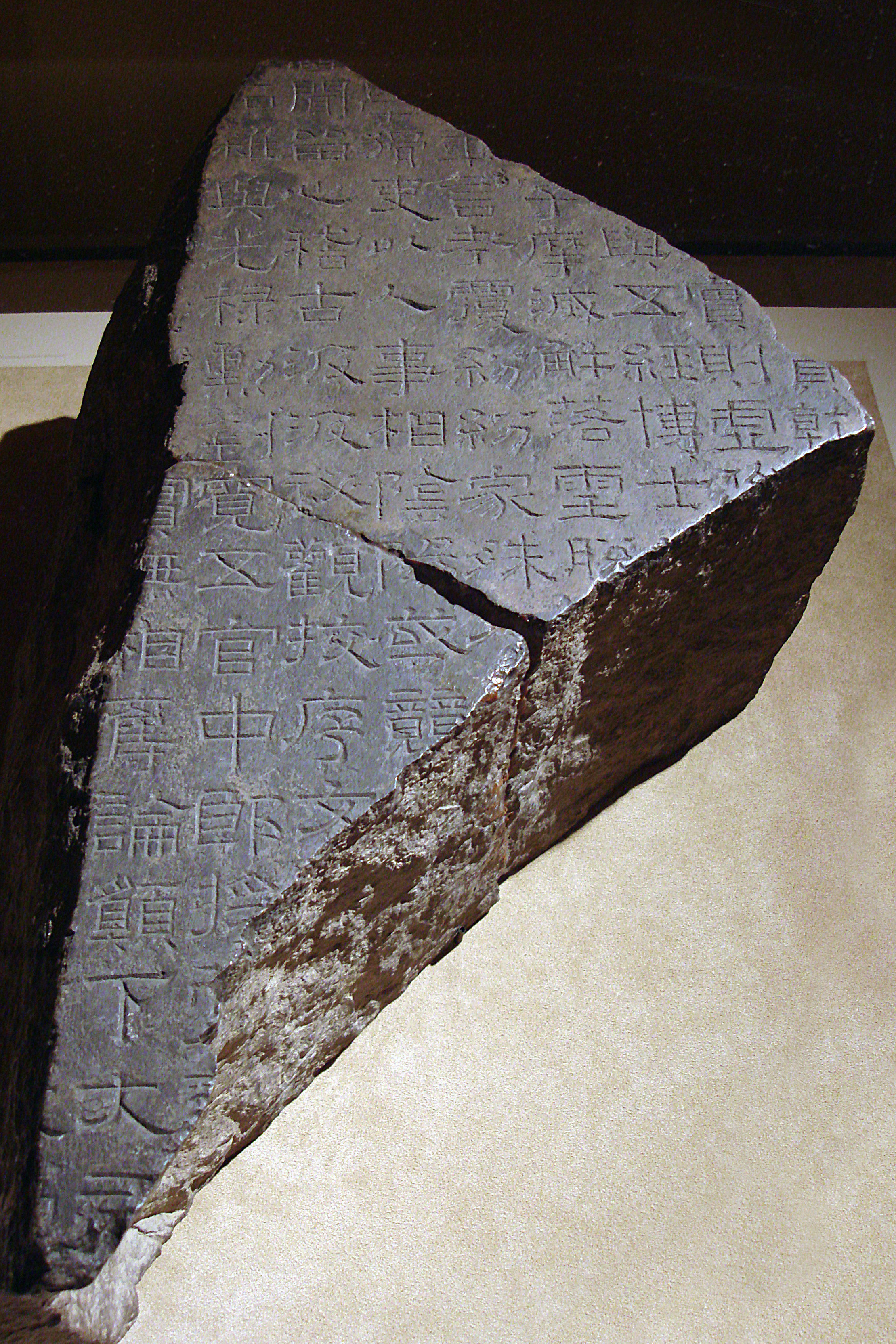
جزء من نقيشة شيبينغ. المتحف الوطني بالصين

هي السبّعة الكلاسيكية الكونفوشيوسية. وهي عبارة عن نصوص منحوتة على أعمدة حجرية، في لويانغ، و التي أصبحت عاصمة هان في وقت لاحق. هذه الكلاسيكيات هي وحوليات الربيع والخريف مع التعليق. كتب النص تساى يونغ ثمّ حفر على ستة وأربعين مسلة على نمط الخط في Lishu. ولم يبقى اليوم إلى بعض البقايا من هذه المسلّات التي كانت تجمع حوالي 200 ألف حرف على وجهي هذه المسلّات. وقد حفظت المكتبة الوطنيّة بالصين ما بقي من هذه الشظايا.